# Saharanpur (miasto)
Saharanpur (hindi: सहारनपुर) – miasto w północnych Indiach w stanie Uttar Pradesh, na Nizinie Hindustańskiej.
Populacja miasta w 2001 roku wynosiła 452 925 mieszkańców.
Saharanpur stanowi ważny ośrodek przemysłowo-handlowy regionu. W mieście rozwinięty jest przemysł spożywczy, środków transportu, włókienniczy, metalowy, drzewny oraz papierniczy.
W mieście znajduje się świątynia Szah Haran z XIV wieku.